# Trichopteryx anna
Trichopteryx anna är en fjärilsart som beskrevs av Inoue 1955. Trichopteryx anna ingår i släktet Trichopteryx och familjen mätare. Inga underarter finns listade i Catalogue of Life.